# Pietro Polo Perucchin
Pietro Polo Perucchin, conosciuto in Francia come Pierre o Joseph (Giais di Aviano, 23 aprile 1928), è un ex ciclista su strada italiano naturalizzato francese.
Professionista dal 1952 al 1962, conta 15 vittorie e 12 piazzamenti.

## Palmarès
Le vittorie in ordine cronologico sono:
- 1952

Circuit du Mont Ventoux
Gran premio Istres
Gran premio Manosque
Challange Marsiglia
- 1954

Gran premio St. Jean
Gran premio St. Dominique
- 1955

1ª tappa Tour d'Alsace-Lorreaine (Nancy > Mulhouse)
7ª tappa Critérium du Dauphiné (Vals-les-Bains > Avignone)
- 1956

Classifica generale Giro di Sicilia
Gran premio Manosque
- 1958

2ª tappa Tour du Sud (Digne-les-Bains > Marsiglia)
4ª tappa Critérium du Dauphiné (Gap > Uriage)
Gran premio Peyrat e le Chateau
Gran premio Pierrefeu
Gran premio Mouries

## Piazzamenti
I piazzamenti sono:

### Grandi Giri
- Tour de France

1954: fuori tempo (16ª tappa)
1958: 39º

### Classiche monumento
- Milano-Sanremo

1956: 48º
1960: 96º
- Parigi-Roubaix

1953: 67º
- Giro di Lombardia

1953: 59º
1955: 11º
1956: 17º
1957: 20º
1958: 76º
1959: 21º
1960: 64º